# Боташева, Кулистан Магомедовна
Кулистан Магомедовна Боташева (род. 30 июля 1967, Привольное, Ставропольский край) — российская футболистка, защитница.
Выступала за клубы «Спартак», «Спартак-13», «Интеррос», ЦСКА. В 1994—1999 гг. клуб ЦСК ВВС (Самара) за который провела в ЧР 72 матча. В межсезонье Кулистан Боташева, Ирина Григорьева и Татьяна Егорова выступали за немецкую команду «Турбине» из Потсдама (с января по май в 1994—1996 гг.). Чемпионат в Германии был по системе «осень-весна» и в летние месяцы девушки выступали за ЦСК ВВС. «Турбине» на тот момент выступала в региональной лиге и девушки были приглашены в единственную сильную команду ГДР для того, чтобы пробиться в Бундеслигу.

## Достижения
Чемпионат России по футболу среди женщин
- Чемпион: 1992, 1994 и 1996;
- Вице-чемпион: 1995, 1997 и 1998;
- Бронзовый призёр: 1999;

Кубок России по футболу среди женщин
- Обладатель Обладатель Кубка: 1992 и 1994;
- Финалист: 1995 и 1996;

Кубок Содружества среди женских командОбладатель 1996